# 石徹白騒動
石徹白騒動（いとしろそうどう）は、江戸時代中期の宝暦年間に美濃郡上藩（現岐阜県郡上市）が管轄していた越前国大野郡石徹白村（現岐阜県郡上市）で発生した大規模な騒動であり、騒動の中、石徹白の約三分の二にあたる500余名が追放され70名以上が餓死した。別名、石徹白社人騒動。
同時期に郡上藩では郡上一揆が発生している。これらの騒動が重なった結果、幕府評定所が郡上一揆と石徹白騒動の裁判を行うこととなり、郡上藩主・金森頼錦は改易となり、騒動に関与した郡上藩役人らにも死罪を含む厳しい判決が言い渡された。

## 概要

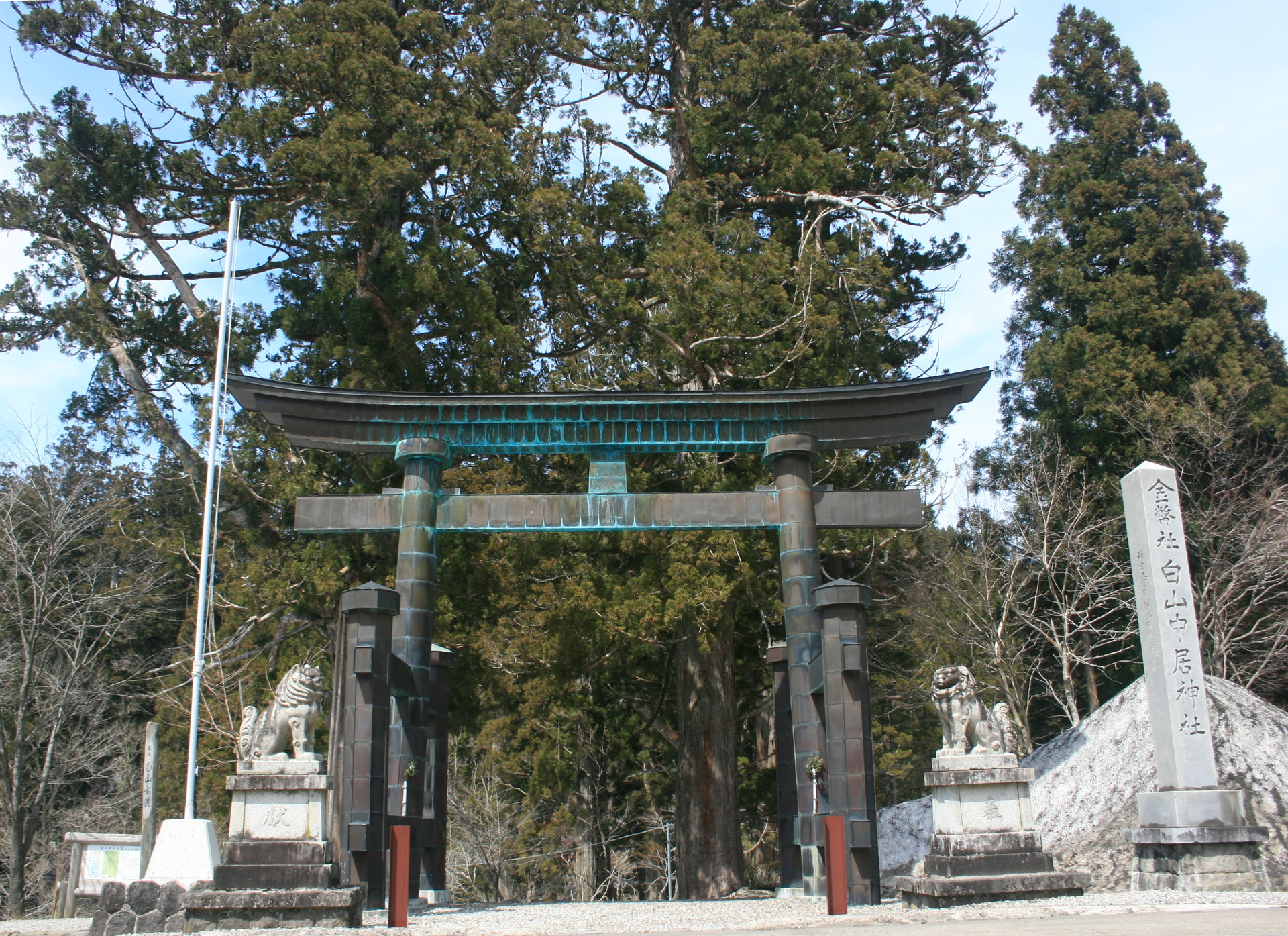
白山中居神社の鳥居

石徹白騒動は、宝暦2年（1752年）、浄土真宗高山照蓮寺付きの道場であった石徹白村の威徳寺が、照蓮寺の掛所として寺格を持つようにする動きを起こしたことがきっかけとして始まった。
宝暦2年（1752年）、東本願寺は威徳寺を掛所に指定したが、白山中居神社の神主を務めていた石徹白豊前は異議を唱えた。石徹白豊前は上洛してまず吉田家に願書を提出し、威徳寺の隆盛は神事の衰退をもたらすため、吉田家から東本願寺に抗議するよう依頼するとともに、郡上藩の寺社奉行への働きかけも願った。また豊前は東本願寺にも直接、威徳寺の掛所昇格は白山中居神社の神主として反対すると抗議を行った。結局、吉田家は豊前の抗議を受け、東本願寺への抗議を行うとともに郡上藩寺社奉行への書状を発行した。
石徹白豊前は、威徳寺の掛所昇格問題を利用して石徹白の支配権を掌握しようともくろみ、京都からの帰りに郡上藩の寺社奉行らを訪ね、賄賂を贈った。豊前の意を受けた郡上藩寺社奉行の手代が石徹白に派遣され、石徹白の中居神社社人は吉田家の支配を承認することと、そして神主の石徹白豊前の下知に従うべきとの指示を行った。しかし社人らは郡上藩寺社奉行の指示に従おうとしなかった。そこで郡上藩寺社奉行は石徹白の有力社人を郡上八幡へ呼び寄せ、先日の指示は京都吉田家からの指示であるのに、それを受け入れないのは不届きであると改めて受け入れを強要したが、やはり石徹白の有力社人は受け入れをあくまで拒んだ。
宝暦4年（1754年）、石徹白豊前は再び上洛し、吉田家を訪ねた。吉田家は豊前の願いを受け入れ、石徹白の社人たちは吉田家の指示に従い神事を行い、神主である石徹白豊前に従うべきであることと、従わない場合は神職を解くという内容の下知状を交付した。石徹白に戻った豊前は社人を集め、吉田家から石徹白支配を認められた自らに従うように強要し、その後、郡上藩の役人が反豊前派の有力社人を追放処分に処した。石徹白の社人らはまず郡上藩寺社奉行に石徹白豊前の不法を訴えるが、賄賂によって豊前に取り込まれていた郡上藩寺社奉行は、全く訴えを取り上げようとはしなかった。
宝暦4年（1754年）8月には寺社奉行の本多忠央に訴状を提出したが、郡上藩主の金森家と近い関係にあった本多忠央は、訴状を提出した人物を郡上藩に引き渡した。訴訟者を引き渡された郡上藩は吟味することもなく、宿屋預け、そして入牢扱いを行った。結局宝暦5年（1755年）11月には訴訟者らは追放処分となった。続いて石徹白豊前に従わない社人80名あまりを追放した。そして郡上藩の寺社奉行は追放社人の家族を集め、吉田家支配を認め石徹白豊前の指示に従うよう改めて強要するも、あくまで家族らは従おうとしないため、石徹白全世帯の約三分の二、500名余りを石徹白から追放処分とした。
厳冬期に500名以上の人々が石徹白を追放され、更に騒動が解決を見るまで3年間を要したため、体の弱い高齢者や子どもを中心として死者が相次ぎ、最終的に70名以上の人々が亡くなった。石徹白豊前やその一派は、追放処分とした人々の資産を売却して私物化し、神地であった石徹白に新たに三分の一の税を取り立てるなど、石徹白は豊前の独裁状態となった。
反豊前派は宝暦6年（1756年）8月、老中松平武元に直訴する。直訴は受理されたものの寺社に関する事項であるため、寺社奉行の本多忠央に扱いが委ねられてしまい、事態は思うように進展しなかった。宝暦7年（1757年）11月には改めて寺社奉行への直訴が行われたが、やはり事態の進展は見られなかった。結局、宝暦8年（1758年）6月から7月にかけて、目安箱に3回箱訴を繰り返し、最終的に同時期に箱訴が行われた郡上一揆とともに評定所による審議がなされることになった。
宝暦8年（1758年）12月に言い渡された評定所の判決で、郡上一揆と石徹白騒動の責任を問われた郡上藩主の金森頼錦は改易となり、郡上藩の寺社奉行と寺社奉行手代、そして石徹白豊前は死罪が言い渡された。

## 石徹白騒動の背景

### 騒動前の石徹白

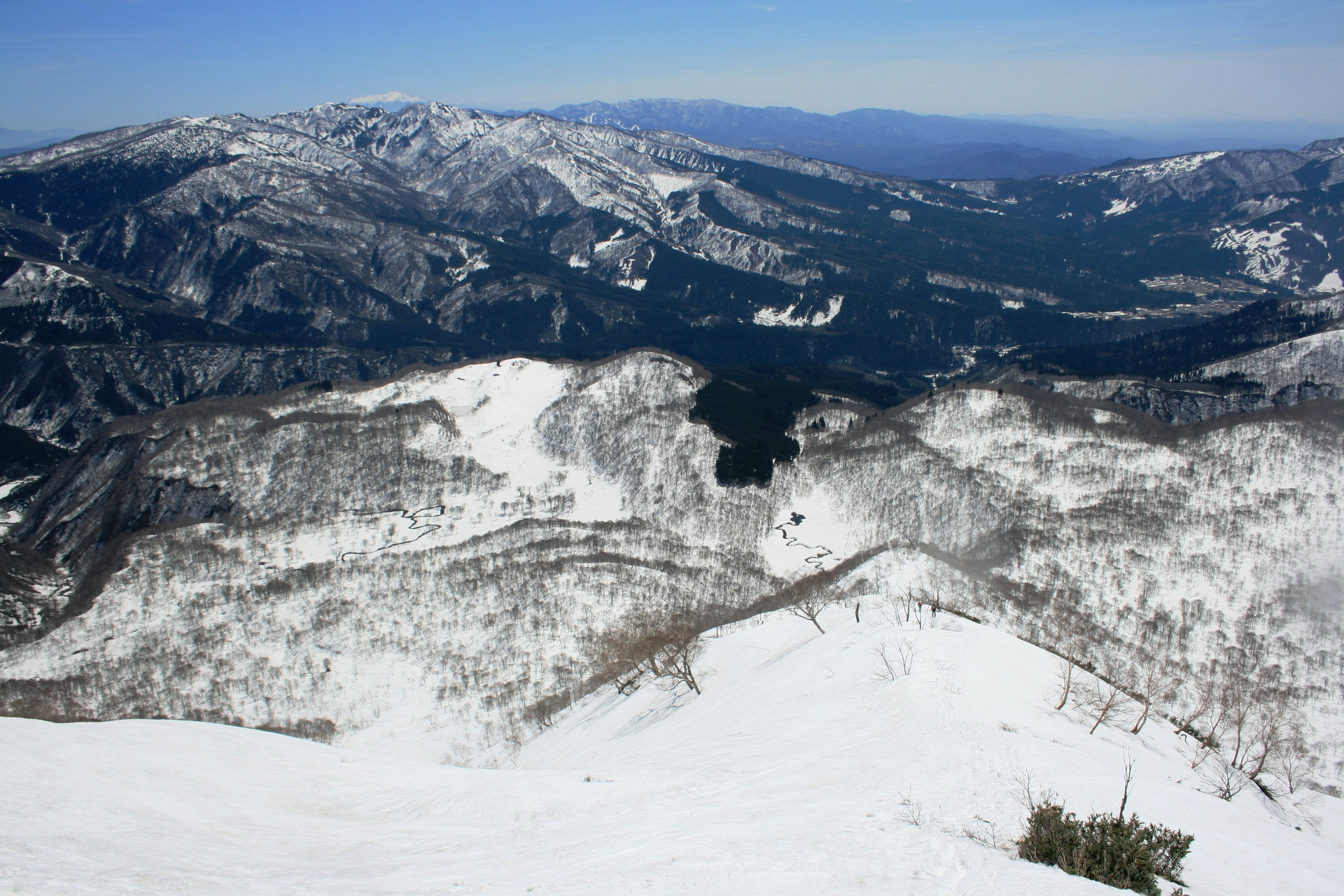
野伏ヶ岳から望む大日ヶ岳と豪雪地帯の石徹白地区（中央部右より）

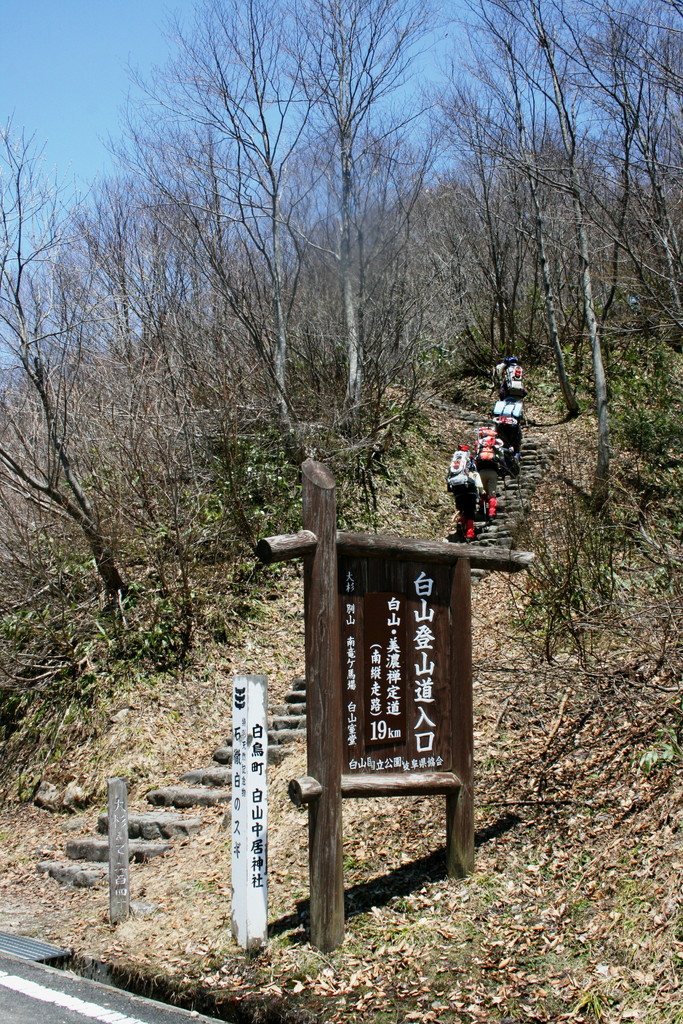
石徹白内を白山登山道（美濃禅定道）通り、古来から修験道として利用されていた。

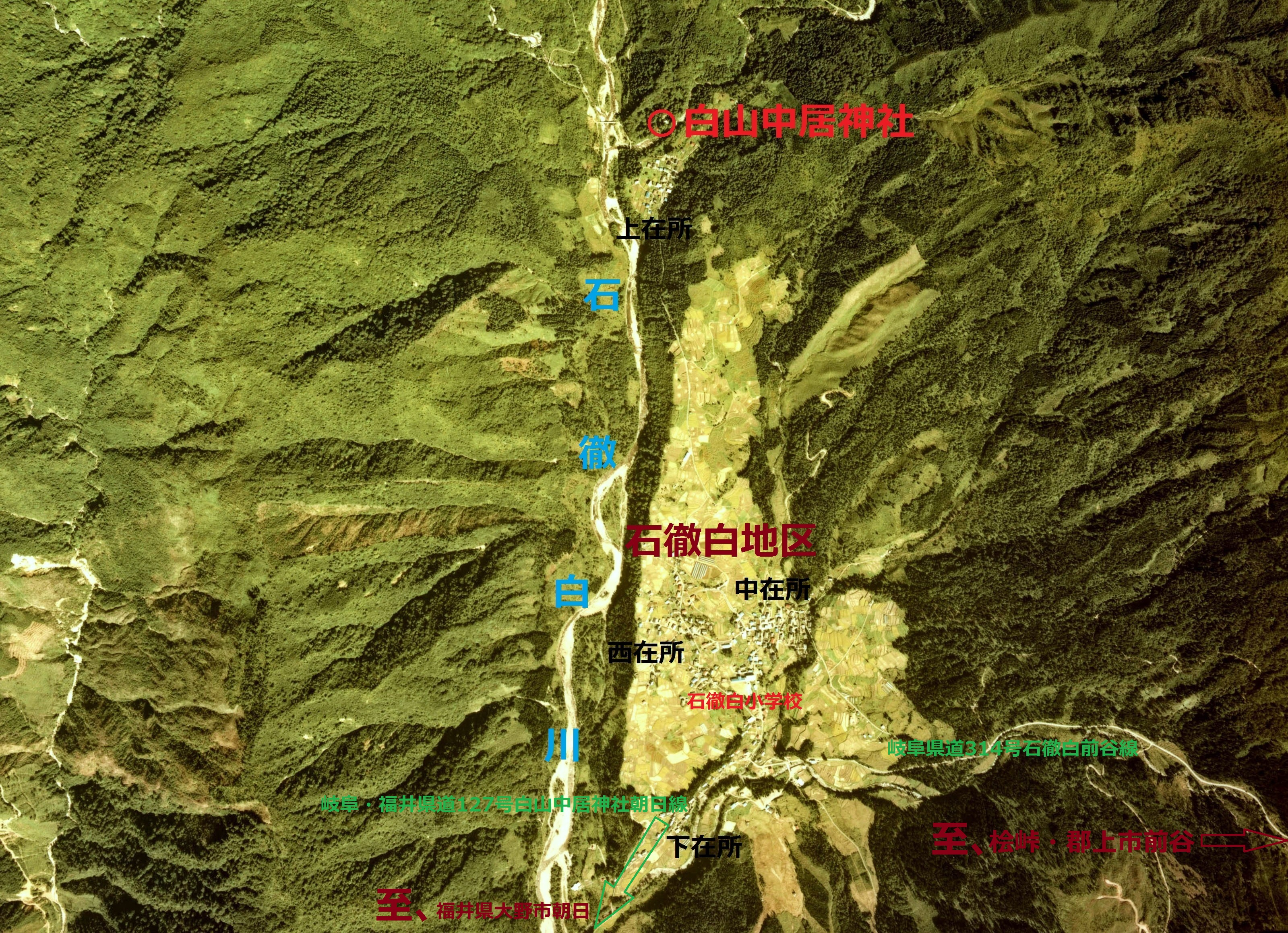
石徹白付近の空中写真（1977年撮影）
画像中央の人家が点在する地区が石徹白。周囲を山々に囲まれ、画像中央、北から南へ流れる石徹白川の左岸、河岸段丘上に石徹白地区が形成された様子が分かる。

越前国大野郡石徹白は白山南麓の標高700メートルを越える九頭竜川上流部の石徹白川流域に広がり、上在所、中在所、下在所、西在所、小谷堂（こたんどう）、三面（さっつら）の六在所に分けられていた。上在所の北端には景行天皇の時代に創建されたと伝えられる白山中居神社があり、養老年間に白山を開いた泰澄が社殿を修復し社域を拡張したとも伝えられている。
平安時代から鎌倉時代にかけ、白山信仰の隆盛に伴い、美濃側からの白山登山ルート上に位置する白山中居神社は、長瀧寺とともに発展を見せていた。そして石徹白は白山中居神社の社領のような形となり、住民は全て神社に属し社人と呼ばれていた。社人はオトナとも呼ばれた12名の頭社人、平社人、末社人の三階級に分けられ、頭社人が神社や石徹白の重要事項を合議で決定する体制が形作られていった。頭社人は基本的に世襲制であったが、筆頭の神主のみは一年交代制であったと伝えられている。
しかし15世紀初頭には白山中居神社は衰退し、12名で構成されていた頭社人は3名にまで減少してしまった。そこで正長元年（1428年）、郡上郡粥川村にある星ノ宮の神主の子である児河合を石徹白に迎えて神主として、以後児河合の子孫が神主を世襲するようになったと伝えられている。
16世紀に入り、石徹白は朝倉氏の支配下に入った。天文年間、朝倉氏は石徹白の神主を一名に固定するよう指示を出したとされ、これによって神主の世襲化が固まったと考えられている。朝倉氏の滅亡後、石徹白は金森長近や丹羽長秀らの支配を経て、慶長5年（1600年）の関ヶ原の戦い以後は北ノ庄藩領、そして貞享3年（1686年）からは天領となり勝山陣屋の代官支配となった。貞享4年（1687年）には石徹白は白山中居神社の社領として田畑の年貢は免除とし、住民は社人身分として名字帯刀が許されるという特権が認められた。元禄5年（1692年）、石徹白は天領から郡上藩の支配とされたが、白山中居神社の社領としての年貢の免除、社人として名字帯刀の特権は引き続き認められた。つまり石徹白の住民は白山中居神社に対して年貢的な貢納を行っていたが郡上藩に対して年貢や課役は全く負担せず、郡上藩も石徹白の住民たちには行政面での支配を行使していたのみであった。

### 騒動発生時の石徹白
石徹白は12名の頭社人の合議を中心とする村運営が行われてきたが、中でも神主は白山中居神社神職の筆頭であり、また村役人に相当する役割も担い、石徹白の頂点に位置していた。頭社人は世襲制であったが、神主はかつて頭社人の中から1年輪番で勤める形を取っていた。15世紀には神主の家系の固定化が始まり、16世紀の朝倉氏の介入によって世襲化が固まったようであるが、神主の地位はあくまで12名の頭社人の筆頭であり、石徹白での権威や権力を完全に掌握しているわけではなかった。事実、16世紀末に神主石徹白彦右衛門が亡くなった後、孫に神主職を継がせようと考え、北ノ庄藩からも安堵状が出されたのにもかかわらず、石徹白側がそれを受けずに石徹白五郎右衛門が神主となった。また石徹白騒動の当事者である石徹白豊前の父、石徹白大和についても、白山中居神社の造営修復用材を伐る造営山をひそかに伐採して売り払うという問題を起こした際、神主の座からの追放について論議された。
もっとも石徹白大和は問題を起こした後も郡上藩の要望もあって神主を継続しており、朝倉氏、郡上藩とも領主として、石徹白が世襲神主による支配を受ける形が望ましいと見なしていたと考えられ、白山中居神社の造営山を勝手に伐採した件が問題になったことは、世襲化した神主が石徹白における絶対的な権威や権力の掌握を目指す動きが見られたことを示唆する。一方、神主以外の頭社人や他の社人らの多くは、これまで通りの12名の頭社人の合議を中心とする村運営の継続と、絶対的な権威、権力を握る神主ではなく、頭社人の筆頭というこれまでの形の継続を望んでいた。

### 神主世襲制と吉田派と白川派
石徹白での騒動が激化する中で争点となったのが、神主である石徹白豊前が世襲神主であるか否かという点と、石徹白は吉田家の支配であったのかそれとも白川家の支配であったのかという点であった。騒動の張本人である石徹白豊前は世襲神主であることを主張するとともに、ことあるごとに吉田家の権威を利用して己の主張を貫こうと試みたが、反豊前派は神主はあくまで合議の上で決められるものであり、世襲制ではないと主張し、また石徹白は吉田家ではなく白川家の支配にあると主張した。
宝暦8年（1758年）12月に言い渡された評定所の判決では、この二点に関しては石徹白豊前の主張が認められ、石徹白豊前は世襲神主の地位にあり石徹白は吉田家支配にあると裁定された。しかし吉田家支配であったか白川家支配であったかについては、石徹白騒動での反豊前派の主張が、吉田家の権威を笠に着る石徹白豊前に対抗する方便ばかりであったとは考えにくく、また古文書を分析した結果からも、石徹白豊前を出した神主家が騒動以前から吉田家の門人となっていたと考えられるものの、社人の中には白川家の門人となっていた例も確認でき、石徹白騒動以前は吉田家の門人も白川家の門人もいたものと見られている。

### 平泉寺訴訟の影響
寛保2年（1742年）7月、平泉寺は加賀の尾添村、美濃の長滝寺、そして石徹白に対して幕府の寺社奉行に訴訟を起こした。訴訟の内容は江戸時代になって「白山別当神主」の地位を与えられ、白山信仰の中心的な役割を果たすようになった平泉寺が、他の白山への玄関口に当たる加賀の尾添村や越前の石徹白などの白山信仰に関する宗教活動を抑えることを目的としたものであった。
石徹白では神主である石徹白大和が病気であったため、名代として子の石徹白豊前が中心となり、平泉寺の訴状に対する返答書を提出した。寛保3年（1743年）2月から寺社奉行の大岡忠相による吟味が開始され、石徹白豊前は裁判に出席するため江戸へ向かった。寛保3年6月25日（1743年8月14日）には判決が下され、平泉寺の主張がほぼ全面的に認められ、白山と白山信仰は平泉寺の支配を受けることとされた。また平泉寺は寛永寺の末寺とされ、平泉寺の白山支配の上に寛永寺による統制が加えられることとなり、幕府による白山信仰の統制が固まった。
この平泉寺による訴訟の結果、石徹白は敗北した。裁判に参加した石徹白豊前は、勝利を収めた平泉寺のバックには寛永寺の権威があったと判断し、権威や権力の力を借りることの重要性を認識したとの指摘がある。

## 騒動の発端

### 威徳寺の掛所昇格問題
石徹白は白山中居神社の社領であり、住民も神社の社人であったが、そのような石徹白にも浄土真宗の勢力が伸びつつあった。石徹白には高山の照蓮寺付きの道場である威徳寺が建てられ、照蓮寺から看坊が派遣されるようになった。六代目看坊の恵俊は長年石徹白に派遣される中で信者も増えてきたため、威徳寺を照蓮寺の掛所として寺格を得て、自ら住職となって威徳寺に永住することを願うようになった。
恵俊はまず浄土真宗門徒に声をかけ、石徹白、そして近隣の集落を歩き回って寄付を募り、宝暦2年（1752年）には十数年の年月をかけて威徳寺の本堂を建立した。本堂を完成させた恵俊は続いて京都の東本願寺に、石徹白は白山中居神社の社領であり住民は同神社の社人であるので、今後も浄土真宗が栄え続ける保障はないので、威徳寺を照蓮寺の掛所に指定して浄土真宗興隆の拠点としたいとの願書を提出した。本願寺は恵俊に対して石徹白の住民たちの了解を取ったのかについて確認したところ、実際には了解を取っていないのにもかかわらず、神主、郡上郡役所の了解を得ているとの偽りの報告をした。
宝暦2年10月18日（1752年11月23日）、東本願寺は威徳寺を掛所に指定した。高山の照蓮寺は掛所指定の確認のため、石徹白に使僧を派遣し、住民たちから承諾の受書捺印を行った。その際恵俊は、今回、門首の意思によって威徳寺が掛所に指定されたので、ありがたくお受けするようにとの嘘をつき、石徹白住民を説得して受書への捺印を進めた。

### 石徹白豊前の抗議
恵俊が進めた受書捺印を、神主を務めていた石徹白豊前は拒否した。かつて豊前の父である大和は威徳寺の寺地寄付に関しての受書に捺印しており、また豊前自身も元文年間に行われた威徳寺再建の際に用いられた用材の多くを寄付しており、神主と浄土真宗との関係はこれまで特に敵対的であったわけではなかった。
石徹白豊前は宝暦3年（1753年）2月上洛し、まず吉田家を訪ね願書を提出した。願書の内容はまず威徳寺の掛所指定は神主たる自らは全くあずかり知らぬ件であり、このような威徳寺の勢力伸張は神事の衰退と神社の荒廃を招くので、吉田家から本願寺にかけあうとともに、郡上藩の寺社奉行にこの一件を吟味するよう指示してもらいたいという内容であった。続いて豊前は東本願寺を尋ね、威徳寺の掛所指定は神主である自分のあずかり知らぬ間に行われたもので、違法であると抗議した。豊前の願書を受けた吉田家も東本願寺に抗議を行った。その結果、東本願寺は恵俊を呼び出し尋問を行ったところ、威徳寺の掛所申請において虚偽の申請を行った事実が明らかになり、宝暦3年12月12日（1754年1月5日）、恵俊は高山に蟄居とする旨の処分が下った。
なお、東本願寺による恵俊の尋問時に、恵俊に同行した上村治郎兵衛は、石徹白豊前が東本願寺に対して行った抗議内容には事実と異なる点があるとし、豊前を非難した。このことは後に騒動のきっかけの一つとなった。

## 騒動の始まり

### 石徹白豊前の画策
石徹白豊前は吉田家から東本願寺への抗議を行わせることに成功するとともに、郡上藩の寺社奉行宛の下知状と同様の書状を出させることに成功した。豊前は京都からの帰りに郡上八幡に立ち寄り、まず郡上藩の寺社奉行である根尾甚左衛門に面会して吉田家からの書状を手渡した。この際、石徹白豊前は根尾甚左衛門に賄賂を渡した。また後年、幕府の評定所で行われた石徹白騒動についての裁判の判決書から、石徹白豊前の賄賂工作は郡上藩寺社奉行に留まらず、郡上藩の大目付である津田平馬、家老職の渡辺外記、粥川仁兵衛にまで及んだことが明らかになっている。

### 石徹白支配のもくろみ
石徹白豊前は宝暦3年（1754年）3月上旬、石徹白に戻ってきた。その直後、郡上藩寺社奉行の根尾甚左衛門は手代の片重半助を石徹白に派遣した。片重半助は石徹白豊前の邸宅に白山中居神社の社人を集め、社人たちは吉田家の支配と石徹白豊前の指示に従っていくべきであることを申し渡し、その旨を記した書状に承諾印を押すように指示した。しかし社人たちは、これまで石徹白は郡上藩寺社奉行の指示にきちんと従ってきたのに、今後は石徹白豊前の指示に従えというのは筋が通らないとして、書状に印を押した社人は一人もいなかった。
立腹した根尾甚左衛門は、石徹白六ヶ村の有力社人を郡上八幡に呼び寄せた。そして先に片重半助が示した書状は吉田家の命によるもので、日本全国の神社は吉田家の支配に服するべきものであるのにもかかわらず、その吉田家の命に逆らうとは不届きであるとし、改めて承認の印を押すように命じた。しかし石徹白の有力社人らは、石徹白の白山中居神社の社人はかねてから白川神祇伯に門弟として従っているのであって、今さら吉田家の支配を受けるべきと言われても承服できかねると主張し、改めて文書捺印を拒絶した。そこで郡上藩寺社奉行の根尾は社人らに宿預けを言い渡し、拘束した。
石徹白社人の頑強な抵抗が続き、有力社人らは郡上八幡に拘束され続けた。そのような中で郡上八幡の浄土真宗寺院である安養寺の住職、辰了が、石徹白社人側と郡上藩寺社奉行側との仲裁に入り、宝暦3年（1754年）5月初旬、書状捺印の件はひとまず棚上げとすることとして、50日余り拘束されてきた社人らはようやく解放され、石徹白に戻ることができた。

### 吉田家からの下知状
石徹白豊前は宝暦4年（1754年）1月、三名の部下を引き連れ再上京し、吉田家を訪れた。吉田家で豊前は、東本願寺での恵俊の尋問時に豊前を非難した上村治郎兵衛を、石徹白から追放処分にするよう要請したが、吉田家から「神道家は追放などということはすべきではない」とたしなめられた。しかし豊前はこれで諦めることなく要請を繰り返し、宝暦4年（1754年）2月、吉田家から正式な下知状を交付させることに成功した。
吉田家から石徹白豊前に対して下された下知状には、「石徹白における神祇道を守るため、もし吉田家の意向に逆らうものがあれば、神職を免ずるべきである。諸事神主（石徹白豊前）の指図を受けるように」。との内容が記されていた。この下知状の中でまず吉田家は石徹白の社人支配の意向を明白に示した点が注目されるが、石徹白豊前が吉田家の権威を背景に石徹白の支配を推し進める根拠となり、中でも最も問題となったのが「吉田家の意向に逆らうものがあれば、神職を免ずるべき」の部分を、石徹白豊前は「吉田家の意向に逆らうものがあれば、追放すべき」と、自らにとって都合が良い拡大解釈を行い、実際、豊前に反対する人々を次から次へと「吉田家の命により」石徹白から追放していき、最終的には大騒動へと発展することになった。

## 騒動の拡大

### 石徹白豊前と権威
かねてから隠居していた石徹白豊前の父、大和は、宝暦4年閏2月8日（1754年3月30日）に死去した。在京していた豊前は急遽帰郷することとしたが、宝暦4年閏2月15日（1754年4月7日）、石徹白豊前は供廻り24-25名を従えて槍や挟み箱を持たせ、白馬に銀の鞍を乗せ、自らは駕籠に乗り、さらに「下に下に」と掛け声をかけるなど、あたかも大名行列を思わせる、父の死直後の人とも思えぬ華やかな行列を仕立て、石徹白入りをしたと伝えられている。
またこの派手な帰郷時に石徹白豊前は、自らのバックに更なる権威があることを誇示したという。豊前はかねてから五摂家の九条家に献金し、九条家出入りを願い出ていたが、宝暦4年の上京時に正式に九条家出入りを認められ、白山中居神社に九条家の紋章入りの提灯二張を拝領した。吉田家と郡上藩に加えて九条家の権威を利用し、石徹白豊前は強権をもって石徹白支配に乗り出すことになる。

### 強権による石徹白支配
石徹白豊前は自らの父の葬儀も済ませぬ内に石徹白の社人たちを集め、吉田家からの指示として「白山中居神社の社人は吉田家の支配を受け、諸事は石徹白豊前に従う旨」の書状に捺印するように言い渡し、もし従えない場合は神職を取り上げ、神田の百姓とするとした。また上村治郎兵衛に対して外出を禁ずる禁足令を出した上で、豊前は宝暦4年3月4日（1754年4月25日）に郡上八幡に向かい、宝暦4年3月8日（1754年4月29日）、石徹白に戻ってきた。豊前に続いて宝暦4年3月11日（1754年5月1日）、郡上藩寺社奉行の手代、片重半助が2名の足軽を引き連れて石徹白に現れ、先に豊前が禁足令を出していた上村治郎兵衛を、取調べ自体全く行うことなく「吉田家の命により追放欠所とする」と言い渡し、飛騨国境まで連行して追放した。これはかつて上村治郎兵衛が、石徹白豊前が東本願寺に対して行った抗議内容には事実と異なる点があるとして豊前を非難したことに関する報復とともに、石徹白の支配をもくろむ豊前にとって、社人の中でも長老格であった上村治郎兵衛が煙たい存在であったことと、吉田家と石徹白豊前の支配を受け入れようとしない社人たちへの見せしめの意図があったと考えられる。
また石徹白豊前は、父である石徹白大和が伐採したことで問題となった白山中居神社の造営林を伐採し、用材を売却していた。もともと造営林は白山中居神社の造営、修復用の材木を伐採する林であり、私用での伐採は禁じられていた。そのため造営林伐採をとがめられた大和は神主交代の話が取り沙汰されることになった。しかし豊前は人を雇って堂々と造営林を伐採するとともに、他人の持ち山にまで伐採を強行するに至った。石徹白の社人らはこの豊前の行動を郡上藩寺社奉行に訴え、神主の交代を要求したが、奉行の根尾甚左衛門は、証拠の無い訴えを取り上げるわけにいかぬとし、社人らの訴えを全く取り上げようとしないどころか、逆に石徹白豊前を中傷したとして社人らを叱責した。上村治郎兵衛追放と造営林伐採問題について全く吟味しようともしないことから、豊前と郡上藩が結託していることに気づいた反豊前派の社人らは、吉田家の権威を背景に石徹白支配を強権的に押し進める石徹白豊前の行動を抑えるためには、幕府に直接訴えるしかないと判断した。

### 越訴
宝暦4年8月27日（1754年10月13日）、石徹白では神主に次ぐ神職である神頭職の杉本左近、社人総代の上村重郎兵衛、桜井吉兵衛の3名は、江戸で幕府寺社奉行の本多忠央に訴状を提出した。訴状の内容は、まず白山中居神社の造営林の伐採問題と上村治郎兵衛の追放問題を取り上げ、神主の石徹白豊前は突然吉田家の門弟を名乗り、吉田家の権威を笠に着て石徹白を自らの思い通りにしようとしていると豊前の無法ぶりについて指弾し、更に石徹白の神主職は世襲ではなく、神職の中から選ばれて任命されるものであることを指摘したものであった。
杉本左近らが幕府寺社奉行に提出した訴状は一応受理された。しかし郡上藩主金森頼錦の実弟である本多兵庫頭の養父は幕府寺社奉行の本多忠央で、金森家と本多家とは縁戚でありお互い親しい関係にあった。石徹白の社人らから訴状が提出された話はさっそく本多家から金森家へと伝わり、両家間の話合いによって訴状は金森家に渡され、吟味自体も金森家側が行うこととなった。訴状を提出した杉本左近らはこれまで郡上藩が訴えを全く聞き届けてもらえなかった経緯を説明し、金森家ではなく寺社奉行の吟味を受けたいと主張したが聞き届けられなかった。
江戸の金森家に出頭した杉本左近ら3名を尋問したのは、金森家家老の伊藤弥市であった。伊藤は型通りの取調べを行った後、吟味を改めて郡上八幡で受けるようになだめすかし、足軽2名の護衛をつけて杉本らを郡上八幡へ送り返した。しかし、宝暦4年9月27日（1754年11月11日）、郡上八幡に到着した杉本ら3名は、幕府の寺社奉行に越訴を行ったのは不届きとして、吟味が行われることなく手錠をかけられた上に宿預けを言い渡され、更に5名の監視がつけられるという厳重な監禁状態に置かれることになった。その上、3名のうち上村重郎兵衛、桜井吉兵衛の2名は宝暦4年（1754年）12月末、石徹白豊前のもとに預けられて豊前による激しい糾明を受けることになった。上村重郎兵衛、桜井吉兵衛の2名は「命のある限り豊前には決して従わない」と激しく抵抗し、結局宝暦5年（1755年）2月末、上村重郎兵衛、桜井吉兵衛の2名は郡上八幡に戻された。そして宝暦5年5月3日（1755年6月12日）には杉本左近、上村重郎兵衛、桜井吉兵衛の3
名は入牢が言い渡された。

### 石徹白豊前の反論
杉本左近らが江戸から郡上八幡に送還された宝暦4年（1754年）9月、杉本左近らの訴えに対する石徹白豊前の返答書が郡上藩寺社奉行の根尾甚左衛門に提出された。このことから杉本左近らの幕府寺社奉行に対する訴えに対する取調べは、石徹白豊前側に対しては一応行われたと考えられている。
石徹白豊前は杉本左近らの訴えに対して、自らはあくまで石徹白の社人の総意に基づき行動しており、石徹白を思い通りに支配しようとする意図は無いと主張した。また上村治郎兵衛の追放についても、悪僧の恵俊と上村治郎兵衛が結託して、威徳寺を掛所に指定しようと画策した結果、石徹白内が混乱したので、吉田家と東本願寺に訴えた結果、東本願寺から恵俊は高山での蟄居処分を言い渡され、石徹白の秩序を乱した上村治郎兵衛については吉田家から追放処分を言い渡されたので、それに従ったまでのことで、上村治郎兵衛の跡目は養子に継がせたと、自己の処置の正当性を主張した。また神主職はここ九代に渡って世襲されており、神職の中から選ばれるものであるとの主張は事実に反すると、自己の立場についても正統性を主張した。
また、石徹白豊前の返答書とほぼ同時期に出されたと考えられる、豊前派の桜井大膳が郡上藩寺社奉行に提出した書状がある。内容的には石徹白豊前を訴えた総責任者である杉本左近の立場や言動について厳しく非難したものであり、石徹白豊前の返答書を補完する内容であった。

## 五百余名の追放

### 杉本左近らの追放
そのような中、石徹白豊前による強権的な石徹白支配は更に強められていった。宝暦5年5月6日（1755年6月15日）には、石徹白における反豊前派の急先鋒とされた上村源右衛門、上村猪右衛門、上杉六兵衛の3名の社人が郡上八幡で入牢処分を受けることになった。また宝暦5年の春からは、社人に対して石徹白外へ出ることと3名以上の会合を禁止し、石徹白豊前宅に常駐することになった郡上藩の足軽2名が取り締まるようになった。しかも豊前宅に常駐した足軽の滞在費は社人に割り当てられた。
宝暦5年11月26日（1755年12月28日）、江戸で寺社奉行に越訴を起こした杉本左近、上村重郎兵衛、桜井吉兵衛と、上村源右衛門、上村猪右衛門、上杉六兵衛の計6名は郡上藩領から追放欠所処分となり、6名は三方に分けられて追放された。杉本左近ら江戸越訴組は400日以上、上村源右衛門らも200日以上拘束されており、また杉本左近らは400日あまりの拘束期間に一度も吟味を受けることが無く、そのあげくの処分であった。杉本左近は郡上藩南境の郡上郡美並村母野で解き放たれたが、長期間の拘束によって足腰が立たないほどに衰弱していた。衰弱した左近を見た近隣の住民らの助けもあって、少しずつ体力を回復した杉本左近は、宝暦5年11月28日（1755年12月30日）、旧友である各務郡芥見村の豪農、篠田源兵衛を頼ることになった。

### 篠田源兵衛の登場
篠田源兵衛はかつて白山参りを行った際、下山時に体調を崩し、石徹白にて杉本左近の世話になり、それ以降左近と親交を結ぶようになったという。長い拘束の後に郡上藩領を追放された杉本左近を篠田源兵衛は暖かく迎え入れた。10日ほどの滞在で体力が回復してきた左近は、暖かくなってから活動を開始してはどうかと引き止める篠田源兵衛を振り切り、上京することとした。源兵衛は出発する杉本左近の衣類から旅費まで援助した。
この後、篠田源兵衛は石徹白から追放された多くの社人の保護や、江戸での訴訟に対して総額千両にも及ぶ私財を貸し与え、石徹白騒動の訴訟の進め方についても親身になって相談に応じていくことになる。

### 社人多数の追放処分
杉本左近らの追放処分後まもなく、郡上藩寺社奉行の根尾甚左衛門は反豊前派の中心と目される14名を郡上八幡に呼び寄せ、更に続いて60余名の社人も呼び寄せた。寺社奉行の根尾はまず14名に対して、かねてから言い渡してあるように吉田家支配を受け入れ、万事豊前の指示に従うようにとの文章に捺印するように命じたが、誰一人として従おうとしなかった。根尾は捺印を拒否した14名と60余名の社人を入牢させ、一昼夜全く飲み食いをさせずに置いた上で、郡上藩からの追放処分とした。その際に入牢時に取り上げた着替え、ももひき、蓑傘などの所持品に加え、持参してきた旅費まで没収した。冬の寒空の中、薄着で放り出された社人らを見た和良村中保（現郡上市八幡町美山）の庄屋が気の毒に思い、せめて蓑傘だけでも返してやってほしいと嘆願したが受け入れられなかった。この結果、石徹白の反豊前派の家はほとんど世帯主がいなくなってしまった。
宝暦5年（1755年）11月末、石徹白豊前の要請を受け、郡上藩寺社奉行の根尾甚左衛門は手代の片重半助、嵯峨山勘平と22名の足軽を石徹白に派遣した。そして先日追放した社人の家族を豊前宅の庭に集め、吉田家支配を受け入れ、万事豊前の指示に従うようにとの文章に捺印するように命じたが、誰一人として捺印しようとはしなかった。この様子を見た石徹白豊前が「この者どもは皆、白川殿白川殿と申し、吉田様の印判をしようとしませんので、そんなに白川が良いのならば、京都の白川では遠すぎますゆえ、飛騨の白川へ追放してください」と発言したのにまかせて、飛騨の白川村に追放すると申し渡された。突然の追放言い渡しに驚いた人々は、せめて暖かくなる春まで待って欲しいと訴えたが許されず、宝暦5年（1755年）11月末から宝暦5年12月21日（1756年1月22日）までの約3週間の間に、記録によって多少の差はあるが、宝暦8年（1758年）の箱訴状によれば96軒500名余りの人々が石徹白から文字通り着の身着のままで追放された。これは当時の石徹白全体の三分の二に相当すると推定されている。
なお、石徹白での騒動激化と同時期に郡上藩領では郡上一揆が起きており、やはり解決の方向性が見出せない中で混乱が長期化していた。石徹白騒動と郡上一揆は発生原因や経緯が異なる別個の事件であり、両者の事件当事者間ではっきりした連携がなされた形跡も見られない。しかし郡上藩側としては、石徹白騒動で行った500名以上の社人追放というきわめて強硬な処分は、一揆を続ける郡上藩領の農民への見せしめとする意図があった。

### 追放社人の苦闘
厳冬期の雪道を通り、追放先とされた飛騨の白川郷に向かわせられた石徹白の社人たちの中には、凍死をした者や険しい峠道で谷底に落ちてしまった者もあった、しかも石徹白同様、山が深く雪も多い白川郷にこれほどたくさんの追放者を養える余地があるはずもなく、多くの追放者社人らは更に飛騨の他の地域、美濃、越前、遠くは近江へと流浪した。多くの人々は騒動が解決する宝暦8年（1758年）末までの3年間、安住の地を得ることなく苦闘を続け、体力の劣る老人や子どもを中心として餓死者が相次いだ。宝暦8年（1758年）の箱訴状によれば餓死者は70余名に達し、中でも子どもの餓死者が約半数を占めたという。
石徹白を追放された社人らは多くの場所で厄介者扱いをされたが、援助の手が全く差し伸べられなかったわけではない。中でも先に杉本左近を援助した各務郡芥見村の豪農、篠田源兵衛は、追放社人を援助するために大金を貸し与えた。

### 石徹白内の温度差
宝暦5年（1755年）11月末から宝暦5年12月21日（1756年1月22日）にかけて、石徹白全体の約三分の二にあたる社人が追放されたが、追放された社人の構成を見ると、そのほとんどが中在所、下在所、西在所の社人であり、上在所と小谷堂の社人は少ない。これは上在所は白山中居神社のお膝元であり、同神社の神主である石徹白豊前を支持する人々が多数を占めていたためと見られる。なお上在所の住民で数少ない追放処分者が杉本左近である。
一方、小谷堂で追放処分となった社人が少なかった原因は、宝暦6年3月15日（1756年4月14日）付けで、これまで石徹白豊前の言動を非難してきたことは誤りであり、どのような処分も受けるので、これまで通り石徹白に置いて欲しいという内容の詫び状を、豊前に提出したことによると考えられる。これは小谷堂の住民が追放処分を免れるとともに、反豊前派には組しないとの誓約書の意味もあった。

## 石徹白豊前による支配の確立

### 石徹白豊前による独裁体制
反対派を追放した後、石徹白は吉田家の権威と郡上藩の後ろ盾を持つ豊前の独裁体制が成立した。豊前は追放社人の家財道具一式や備蓄食糧、そして馬を没収して売り払い、私物化した。また造営林、他人の持ち山に関わらず石徹白内の材木を大規模に伐採し、やはり売却益を私物化した。そのあげくに白山中居神社前に石徹白豊前は新たに立派な自らの邸宅を建て、石徹白内に新たにこれまでなかった陣屋を設け、家来の由助を庄屋に任じた。
石徹白豊前の独裁体制は、豊前によって庄屋に任じられた家来の由助を始め、豊前の立場を支持する社人らによって成り立っていた。この体制は騒動が解決する宝暦8年（1758年）末まで続くことになり、この間、石徹白の混乱も継続した。

### 三分の一の年貢化
また石徹白豊前は郡上藩役人の協力を受けて、石徹白の検地を実施し、これまで白山中居神社の神地として年貢は免除されていたものを、収穫量の三分の一を年貢として取り立てるようになった。この豊前によって新たに開始された年貢取立てについては、極めて厳しい財政状態にあった郡上藩が、石徹白豊前による石徹白支配の確立を図った上で、これまで年貢取立てを行い得なかった石徹白から、新たに年貢による収入を確保するもくろみがあったとの説が唱えられている。
これに対して、確かに石徹白豊前の贈賄工作は郡上藩寺社奉行の根尾甚左衛門らの寺社奉行関係者に留まらず、家老職の渡辺外記、粥川仁兵衛にまで及んでおり、石徹白の神主豊前が社人に三分の一の年貢を課す件については、郡上藩家老レベルまでの了承は得ていたと考えられるが、幕府評定所による宝暦8年（1758年）の判決では、石徹白豊前の罪状には社人に三分の一の年貢を課した件が挙げられているものの、寺社奉行や郡上藩家老の罪状として石徹白に新たに年貢を課した点は挙げられておらず、石徹白豊前からの収賄が罪状に含まれている。つまりこれは石徹白社人の年貢として豊前が得た収入の一部を、郡上藩役人らが賄賂という形で私腹を肥やす行為があったと考えられるが、郡上藩の収入確保という目的はなかったとの説がある。

## 必死の訴え

### 杉本左近の上京
石徹白で500名あまりの追放が強行されていた宝暦5年（1755年）12月、杉本左近は各務郡芥見村の篠田源兵衛宅から京都へと向かった。これより先、宝暦5年（1755年）2月に、郡上八幡で拘束されていた杉本左近の名代として、左近の叔父である杉本左太夫らが京都の白川家を訪れ、白山中居神社の社人たちが白川家の門弟になっていたことの確認を試みていたが、その際、西園寺家に白川家への仲介を依頼していた。宝暦5年（1755年）12月からの杉本左近の上京時もまた、公家への縁故を頼り、そして白川家に対して改めて支援を依頼した。
杉本左近はしばらくの間京都で活動していたが、やがて美濃に戻った。美濃には500名あまりの追放された社人たちの多くが逃れてきていた。追放された社人らと善後策を相談する中で、とにかく江戸で訴訟を起こそうということになり、宝暦6年（1756年）7月末、杉本左近は単身江戸へと旅立った。

### 駕籠訴決行
江戸に到着した杉本左近は、公事宿である上野町上州屋新五郎方に宿を定めた。左近は上州屋新五郎方で石徹白から追放された社人84名連名の訴状を書き、宝暦6年8月4日（1756年8月29日）、駕籠で登城する老中松平武元の行列に訴状をもって飛び込むという駕籠訴を決行した。訴状は受理され、駕籠訴を行った杉本左近は当面上州屋新五郎方に宿預けとされた。しかし訴えが神社に関することであるとして、訴状は宝暦6年8月21日（1756年9月15日）に、寺社奉行の本多忠央に回された。宝暦4年（1754年）8月の越訴時とは異なり、今回は老中から回ってきた訴えであったため、本多寺社奉行は改めて金森家に訴状を回すことは出来ず、吟味を開始せざるを得なかった。
宝暦6年（1756年）閏11月、石徹白豊前が江戸に呼び出され、吟味が開始された。しかしその後吟味は進まず、事態は全く動かなかった。

### 困難続く追放社人
宝暦6年（1756年）閏11月、石徹白豊前が江戸に呼び出された後も、石徹白では豊前派の社人が郡上藩の役人の協力を受けつつ、追放された社人の家屋を勝手に取り壊して薪にしたり、訴訟の対象となっている白山中居神社の造営山や追放社人の持山を勝手に伐採するといった、豊前がいる時と全く変わらない状態が続いていた。宝暦5年（1755年）末の500名あまりの社人追放から約1年が経過し、餓死者は40名を越えた。事態の好転がなかなか見られぬ中で、追放社人らの疲労は増していった。
このような中で、各務郡芥見村の豪農、篠田源兵衛は追放された石徹白社人のために多額のお金を貸し続けた。また、石徹白豊前の片腕とも言われていた豊前の妹婿の上杉左門が、妻子と離縁して石徹白を去り、追放社人側に加担するといった出来事も起こった。上杉左門がもたらした最新の石徹白情勢を分析する中で、膠着した事態を解決するために新たな訴訟を進めることになった。

### 寺社奉行への再度の訴え
石徹白豊前側から離反した上杉左門によれば、石徹白では豊前派の社人らが郡上藩の役人と結んで勢力を振い続けており、当面、追放社人らの訴えが実りそうな情勢ではないとのことであった。しかし豊前の右腕であった左門の加勢は追放社人を力づけ、上村十郎兵衛、上村五郎右衛門、植村七右衛門の3名を代表として、新たな訴えを行うこととなった。
82名の社人と家持の6名の家来が署名した訴状を持参した上村十郎兵衛らは、宝暦7年（1757年）11月、再度寺社奉行の本多忠央に訴状を提出した。今回も訴状は受理はされたが、やはり全く寺社奉行の吟味は進まなかった。500余名の追放から2年が経過した宝暦7年（1757年）末には、追放社人の餓死者は62名に達した。追放社人の困難な状態が極限に達しているのにもかかわらず全く進展しない訴訟に、追放された社人たちの中から江戸で寺社奉行に訴状を提出した上村十郎兵衛らが、本当に訴状を提出したのか疑う声が出始める事態となった。

### 篠田源兵衛の訴訟への協力
極度の困窮状態が続く中で進まない訴訟に、追放社人間の団結に揺らぎが生じる事態を救ったのが篠田源兵衛であった。源兵衛は有力追放社人らと協議を重ね、膠着した事態の打開策を練った。篠田源兵衛らはまず、江戸で訴訟を進めている人材が数名と手薄である点が問題であると考えた。続いて京都の白川家に願い出て、白川家から幕府に吟味の催促を願ってもらうこと、それでも裁判が進展しないようならば、寺社伝奏を通じて朝廷に訴えるという策を練った。そしてまず宝暦8年2月26日（1758年4月4日）、長尾左兵衛、久保田九郎助の2名の社人が白川家に対する働きかけを進めるために京都へ出発した。
しかし極度の窮乏状態にあった石徹白から追放された社人らにとって、篠田源兵衛からの援助があったといっても、江戸で訴訟を進める人材増強は至難の業であり、ようやく宝暦8年（1758年）6月初めになって、久保田九郎助、森左衛門が同5月までに非業の死を遂げた追放社人餓死者72名の名簿を携え、江戸に向かった。結局、久保田九郎助、森左衛門が行った箱訴が受理され、幕府による訴訟が進められることになったため、寺社伝奏を通じての朝廷への訴えは行われなかった。

### 箱訴決行
宝暦8年（1758年）6月初旬、江戸に到着した久保田九郎助、森清右衛門の2名は、先に訴訟を行っていた杉本左近や上村十郎兵衛らと異なる公事宿である下谷町松屋源助方に宿を定めた。これは篠田源兵衛の仲介があっても、やはり一向に進展しない訴訟に左近らへ対する不信感があった可能性がある。久保田九郎助、森清右衛門は、下谷町松屋源助方で宝暦4年（1754年）以降、石徹白豊前とその徒党によって荒らされた石徹白について、そして豊前らの数々の横暴な振る舞いについて指弾した訴状を書き上げ、それに持参した追放社人餓死者72名の名簿を添え、宝暦8年6月11日（1758年7月15日）、評定所の目安箱に訴状を投函する箱訴を行った。しかし全く動きが見られなかったため、宝暦8年7月2日（1758年8月5日）、宝暦8年7月21日（1758年8月24日）と箱訴を繰り返した結果、三度目の箱訴でようやく受理がなされた。

## 幕府による本格的な吟味

### 寺社奉行から評定所への吟味先変更
宝暦8年7月21日（1758年8月24日）三度目の箱訴によって受理された訴状は、まずこれまで同様、寺社奉行が吟味を行うことになった。しかし今回は寺社奉行が交代しており、朽木玄綱が吟味を担当することになった。箱訴当日、久保田九郎助、森清右衛門の2名に簡単な取調べがなされた後、両名は下谷町松屋源助方に宿預けを言い渡された。続いて宝暦8年8月10日（1758年9月11日）、寺社奉行朽木玄綱は久保田九郎助、森清右衛門の両名を呼び出して取調べを行った。
石徹白騒動の裁判が動き出した頃、もう一つ郡上藩で継続していた大事件である郡上一揆の裁判も、また大きな転機を迎えていた。時の将軍・徳川家重が、郡上一揆の問題の背景には幕府要人の関与があったのではないかとの疑いを抱いたことが引き金となり、宝暦8年7月20日（1758年8月23日）、老中酒井忠寄は寺社奉行阿部正右ら5名を御詮議懸りに任命して、評定所が郡上一揆の吟味を行うこととなった。また吟味進行の指揮を担ったのは老中首座・堀田正亮、老中酒井忠寄、将軍側近である側用取次の田沼意次の3名であり、堀田と田沼が事件糾明の積極論者であったと考えられている。
宝暦8年8月22日（1758年9月23日）、老中酒井忠寄は石徹白騒動についても郡上一揆の吟味と同じく評定所が行うよう、御詮議懸りの5名に覚書を交付した。同日夕刻、これまで石徹白騒動の吟味を担当してきた寺社奉行から評定所に、石徹白騒動に関する書類すべてが引き渡された。これによって郡上一揆と石徹白騒動という郡上藩で同時期に発生した大事件2件は、幕府評定所によって吟味がなされることとなった。

### 評定所吟味の争点
評定所における吟味の焦点は、まず石徹白騒動の最大の原因ともいえる、社人の共有財産であった白山中居神社の造営林や他の社人の持ち林を勝手に伐採したり、追放した社人の資産を私物化し、更に社人から新たに三分の一の年貢を取り立てるなどという石徹白豊前の数々の専横ぶりであった。もちろん500名を越える大勢の社人を石徹白から追放したことについても大きな問題とされた。
石徹白豊前の専横とともに事件の大きな争点となったのが、豊前は果たして世襲の神主であるのか、そして石徹白が吉田家の支配であったのかそれとも白川家の支配であったのかという点であった。世襲神主として吉田家の権威を笠に着て強権的な石徹白支配を進めてきた豊前に対して、反豊前派は神主は世襲ではなく頭社人の中から選ばれるものであり、石徹白は白川家支配であることを主張した。
吟味が進行する中でその問題の大きさが明らかになってきたのが、石徹白豊前と郡上藩役人との癒着であった。豊前が郡上藩の家老、大目付、寺社奉行らに贈賄し、その結果、豊前の石徹白における専横を許し、騒動を発生させたことは評定所吟味の過程で厳しく追及されていく。
また石徹白騒動が郡上一揆とともに幕府評定所の場で吟味が行われることになった背景には、郡上一揆と同じく郡上藩主の金森家と幕府要人との癒着が、事件をここまでこじらせる一因になったのではないかとの疑いがあり、郡上一揆とともに幕府要人と金森家との癒着解明が吟味の焦点の一つとなった。

### 吟味の進行
幕府評定所は騒動の関係者40余名を江戸に呼び出し、吟味が進められた。評定所で吟味がなされるきっかけとなった金森家と幕府要人との癒着については、石徹白騒動の吟味に関しては、寺社奉行であった本多忠央が事件処理について金森家に便宜を図ったことについては、寺社奉行間で合議を行った結果であることを評定所側に認めさせるなど、事件の真相糾明に熱心であった田沼意次の努力にもかかわらず不十分なものに終わった。
しかし幕府要人以外の金森藩関係者、騒動の当事者らに対する吟味は厳しく行われた。まず宝暦8年9月7日（1758年10月8日）、杉本左近、石徹白豊前らの尋問が行われたのを皮切りに、宝暦8年10月16日（1758年11月16日）以降、宝暦8年の年末にかけて金森藩の寺社奉行、根尾甚左衛門を始めとする郡上藩役人、騒動のきっかけとなった威徳寺の看坊であった恵俊といった関係者への尋問が行われた。厳しい尋問の中で体調を悪化させる関係者が続出し、宝暦8年11月26日（1758年12月26日）には郡上藩寺社奉行の根尾甚左衛門が牢死し、遺体は罪人扱いの取捨処分となった。そして宝暦8年12月12日（1759年1月10日）には寺社奉行手代の片重半助も牢死した。その他、石徹白騒動関係者では郡上藩大目付の津田平馬も牢死している。
吟味の中で評定所が最も頭を痛めたのが、石徹白が果たして吉田家の支配であるのか白川家の支配であるのかについてであった。
宝暦8年11月8日（1758年12月8日）に、評定所は京都町奉行に対し、石徹白が吉田家支配か白川家支配かについて、両家に問い合わせるよう調査を依頼した。宝暦8年11月20日（1758年12月20日）には京都町奉行から吉田家は諸神社全て支配している旨の回答があり、一方、白川家からは支配下の神社は一社もない旨の回答がなされたとの報告がなされた。しかし騒動の吟味の過程で杉本左近の曽祖父が白川家の門弟であったことが明記された書状が出て来たため、神祇伯である白川家との関係を憂慮した幕閣は、事実認定を慎重に進めたが、結局、評定所は宝暦8年12月15日（1759年1月13日）、問題の書状は私文書である上に疑義があるとし、公に確認した京都町奉行の報告を採用し、石徹白は吉田家支配であるとの結論を出した。
騒動関係者に対する多くの尋問、書類の調査、そして8回に及ぶ評定所での吟味の結果、宝暦8年12月25日（1759年1月23日）、評定所は郡上一揆と同一日に石徹白騒動の判決を言い渡した。

## 評定所の判決
宝暦8年12月25日（1759年1月23日）夕方から、評定所は5名の老中、側用取次の田沼意次、御詮議懸り5名らが列席する中、郡上一揆並びに石徹白騒動の判決言い渡しを行った。言い渡しは数多くの提灯で照らされた評定所内で夜を徹して行われ、翌日朝までかかった。

### 郡上藩主及び藩役人への判決
まず郡上藩藩主の金森頼錦は、郡上一揆及び石徹白騒動の責任を問われ、領地召し上げ、盛岡藩預かりを言い渡された。ここに名門金森家は大名家としては断絶した。評定所の判決では、大規模な百姓一揆であった郡上一揆に関する藩主としての責任は、主に郡上藩領の年貢取立てに関する問題解決を幕府権力の介入で解決しようとしたという筋違いを問われたが、石徹白騒動についての責任は、騒動に当たり反豊前派の訴えに全く耳を貸そうともせず、石徹白豊前側の言い分のみを聞いた結果、豊前の石徹白での専横を許し、大勢の社人の追放という事態を招いた責任を厳しく問うた。
郡上藩家老職の渡辺外記、粥川仁兵衛への判決は遠島であった。両名については郡上一揆についての責任も問われたが、石徹白騒動に関しては石徹白豊前から収賄した上に、やはり反豊前派の言い分を全く聞き届けずに騒動を激化させた責任を問われた。
寺社奉行の根尾甚左衛門への判決は、郡上藩の寺社行政の責任者でありながら石徹白豊前から収賄した上、豊前に対する告発があったのにもかかわらず全くそれを取り上げようとせず、大勢の社人追放という事態を招いたあげく、追放された社人の資産売却代金を着服したことを厳しく断じ、死罪とされた。また寺社奉行手代の片重半助についても、騒動に関して虚偽の吉田家からの指示を作成し、上役の根尾甚左衛門と同じく追放された社人の資産売却代金を着服した責任を問われ、やはり死罪となった。郡上一揆、石徹白騒動を通じ、死罪を言い渡された役人は根尾甚左衛門と片重半助のみであったが、両名とも実際には牢死しており刑の執行はなかった。
大目付の津田平馬は寺社奉行の根尾甚左衛門が病気療養中に寺社奉行の職を代行する中で、石徹白豊前から収賄し、やはり豊前の言い分のみを聞き、大勢の社人追放という事態を招いた責任があるとされ、中追放の判決を受けた。なお津田も牢死したため実際の刑の執行は行われなかった。

### 騒動当事者への判決
石徹白騒動の裁判で大きな争点とされた、石徹白豊前が世襲神主であるのかどうかと、石徹白が吉田家支配であるのか白川家支配であるのかについては、幕府評定所は豊前側の言い分を認め、石徹白豊前は世襲の神主であり、また石徹白は吉田家支配であるとの判断を示した。
しかし石徹白豊前の石徹白での数々の専横については、幕府評定所は、豊前が郡上藩役人らへ贈賄工作を行った上で、大勢の社人を追放したあげくに追放社人の資産を横領し、白山中居神社の神人である石徹白の住民に新たに三分の一課税を行うなどの行動について、豊前自らが神地である石徹白を押領しようとしたものであると断じ、豊前に死罪を言い渡した。評定所での判決言い渡し後、獄門と死罪を言い渡された者たちはそれぞれ「獄門」、「打首」と書かれた木札を腰に付けられた上で刑場へ引かれ、処刑されていった。石徹白豊前も死罪を言い渡された中の一人として判決言い渡し直後に処刑された。
石徹白豊前以外の騒動当事者は、杉本左近が三十日押込、宝暦7年（1757年）11月に寺社奉行に対して再度の訴えを起こした上村十郎兵衛、上村五郎右衛門、植村七右衛門、宝暦8年（1758年）に目安箱に箱訴を行った久保田九郎助、森清右衛門らについては急度叱りという判決であった。これは石徹白が白川家支配であると主張したことと石徹白豊前が世襲神主ではないと主張した点が、裁判において事実と異なる主張を展開したとして受けた罪状であった。また杉本左近らは吉田家に対してその石徹白支配を認める詫び状の提出を命じられたが、その上で石徹白に住むことは問題なしとされた。
その他、石徹白豊前の専横に手を貸した豊前派の社人は、豊前から庄屋に任じられた由助が、追放社人の財産を勝手に処分を進めたことについて、主人の豊前の指示であったとはいえ不届きとして軽追放が言い渡されたが、その他の人々は無罪とされた。
また、騒動のきっかけとなった威徳寺の看坊であった恵俊は、事実と異なる話をもって威徳寺の掛所指定を進めようとしたことが不届きであるとして、中追放が言い渡された。

## 歴史的に見た石徹白騒動の意義
石徹白騒動は、野心家の神主、石徹白豊前が賄賂工作などを行って郡上藩や吉田家に取り入り、それらの権威、権力を利用して石徹白を支配しようともくろんだものの、これまでの石徹白で保たれてきた秩序を根底から突き崩すことになる豊前のやり方に反発した社人らが、豊前や豊前の後ろ盾となった郡上藩と衝突したことによって発生した騒動である。
徳川幕府は、寛文5年（1665年）に諸社禰宜神主法度を発布し、吉田家の吉田神道の優位性が確立したが、石徹白騒動で争点となった吉田家支配か白川家支配かについての争いは、諸社禰宜神主法度で示されている神祇界の吉田家支配が、必ずしも当時の神道界の中で貫徹していなかった事実が裏づけられる。結局幕府評定所の判決は、石徹白は吉田家支配とし、吉田家を通じて神祇界の支配を行うという方針を確認する形になったが、裁判の過程では、吉田家支配であることの確認に最も神経が注がれており、これは白川派の社人が京都の堂上家である西園寺家、白川家に接近し、更には寺社伝奏を利用した事件解決を検討したことなど、騒動の処理を誤れば朝廷の権威を一般民衆に認識されかねない点を憂慮し、幕府としても政治的な判断を要求されたことによると考えられる。
また、これまで白川家など吉田家以外や独立した形の神職が存在していたが、それらの神職の多くが近世中期には吉田家支配に組み込まれていった。その背景としては吉田家による神祇界の支配確立の推進、そして幕府が行った吉田家を通じて神祇界の再編を進めていく政策があったと考えられているが、吉田家による石徹白支配にお墨付きを与える結果となった幕府評定所の判決は、そのような当時の情勢を反映しているともいえる。
また、幕府評定所は郡上一揆と比較して石徹白騒動は郡上藩役人に厳しい判決を下している。これは当時の幕府が、藩主などの支配者は公平な立場で物事を進めていく「調停者」としての役割を求められていると認識しており、その中で石徹白豊前が独裁的な石徹白支配をもくろみ、賄賂をもって郡上藩役人に取り入った石徹白騒動は、大勢の農民たちが郡上藩相手に長期間の闘争を繰り広げた郡上一揆と比較して、郡上藩主の金森家、そして郡上藩役人らの責任追及の格好の材料となったため、郡上藩役人に対する判決が厳しくなり、また石徹白騒動処理の不手際が藩主金森頼錦改易の主たる理由に取り上げられることになったと考えられる。

## 騒動後の石徹白
幕府評定所の判決後、上村左近を始めとする追放社人は石徹白に帰郷していった。宝暦9年（1759年）4月、杉本左近らは吉田家に対する謝罪とともに、吉田家からの免許許可を願う書状を提出した。願いは吉田家に聞き届けられ、以後石徹白では頭社人、社人の跡目相続時には吉田家に対して金銭を納めることになった。
また宝暦9年（1759年）には、石徹白社人らの間で新たな村掟が決められた。これは今までの村掟を確認強化することを目的として設定されたもので、石徹白の運営は頭社人らが中心となって行い、頭社人の中で解決が難しい問題は全社人による惣会議による解決が図られ、それでも解決が図り難い問題については、村役人の役割を果たす神主の名で公に解決を委ねるとされた。そして新たに制定しなおされた村掟によって、神主は世襲神主制に代わり、12名の頭社人から一年ごとに選ばれるかつての年番神主制が復活する。神主の地位はあくまで社人の代表に過ぎず、村役人として社人と藩や幕府といった公権力との橋渡しを行うにすぎないものとされ、騒動期に石徹白豊前がもくろんだ神主による石徹白支配を排除し、これまで保たれてきた石徹白の秩序維持を図ったものであった。
騒動が解決し、無事に帰郷が叶った社人らは、99名の社人連名で物心両面で多大な支援を与え続けた芥見村の篠田源兵衛に対する感謝状を贈った。明和4年9月22日（1767年10月14日）に篠田源兵衛は亡くなるが、翌明和5年（1768年）5月、石徹白から芥見村に派遣された社人代表は、茶湯料という名目で石徹白の権現山の内字杉山という山林を遺族に寄進した。そして石徹白の社人らは、困難を極めた追放時に篠田源兵衛から借りたお金を、石徹白豊前によって荒廃させられた石徹白の復興の傍らで返し続け、騒動が終了してから10年以上を経過した源兵衛の息子の代になってようやく完済を果たした。